# Polyplax deomydis
Polyplax deomydis är en insektsart som beskrevs av Pierre L. G. Benoit 1965. Polyplax deomydis ingår i släktet Polyplax och familjen ledlöss. Inga underarter finns listade i Catalogue of Life.